# 軸中心派
軸中心派はアールビバン株式会社が運営するタペストリー専門店、またそのブランド。大阪以東の店舗はこみっく軸中心派として、福岡県の店舗は軸中心派として営業している。

## 概要
以前はアールジュネス名義でタペストリーを販売していたが、2012年に新ブランドの軸中心派として販売を開始した。
タペストリーの初版と再版は軸中心派のロゴの色で判断することができる。ただし、人気の高いもの以外はほとんど再版されない。

## 取り扱い作家
てぃんくる、カントク、Tony、藤真拓哉、karory、珈琲貴族、梱枝りこ、西又葵、鈴平ひろ、CARNELIAN、KEI、深崎暮人、七瀬葵、ごとP、しんたろー、天夢森流彩、美樹本晴彦、緋色雪、龍牙翔、和遥キナ、籠目、岸田メル、かみやまねき、緋賀ゆかり、みけおうなど
（順不同）

## 店舗一覧
- こみっく軸中心派秋葉原店本店 - 千代田区外神田 3-15-1　AKIBA PLACE 4F　アールジュネス秋葉原内
- こみっく軸中心派秋葉原店別館 - 千代田区外神田3-15-8　ロイビル4　1F
- こみっく軸中心派名古屋店 - 名古屋市中区大須3-30-60　OSU301ビル 2F　アールジュネス名古屋内
- こみっく軸中心派日本橋店 - 大阪市浪速区日本橋4-10-2 サワダビル　アールジュネス日本橋内
- 軸中心派福岡店 - 福岡市中央区天神3-2-22　河村天神荘ビル4F
- 通信販売 - 軸中心派
- 軸中心派出張所 - ARTJEUNESS主催の催事の会場物販

### 過去に存在した店舗
- 宇都宮店 - 栃木県宇都宮市曲師町 2-8　宇都宮Festa2F ※2014年12月21日閉店
- 三宮店 - 神戸市中央区三宮町2-11-1 センタープラザ西館3F 302-2号
- 軸中心派小倉店 - 北九州市小倉北区浅野2丁目14-5　あるあるCity2F